# May Henriquez
May Henriquez-Alvarez Correa (Willemstad (Curaçao), 6 mei 1915 – aldaar, 5 oktober 1999) was een Curaçaos-Nederlands beeldhouwer, schrijver, vertaler en mecenas. Zij wordt ook Shon May genoemd; shon was op de Nederlandse Antillen oorspronkelijk de eigenaar of heer van een plantage, nu is het een algemene aanduiding van respect.

## Leven en werk
May was de jongste dochter van Joseph Alvarez Correa (1881-1967), bankier, en Sarah Levy Maduro (1889-1972). Haar familie maakte deel uit van de welvarende Sefardische joodse gemeenschap op de Nederlandse Antillen. In 1935 trouwde zij met Max Henriquez, en gingen zij wonen op landhuis Bloemhof, dat eigendom was van de familie van haar moeder.
Tijdens de Tweede Wereldoorlog ging haar echtgenoot werken bij de Banco Maduro. Toen het paar in 1947 voor zijn werk naar Caracas verhuisde, ging Shon May daar studeren aan de Academia de Bellas Artes. Vanaf 1949 volgde ze in Parijs beeldhouwles bij Ossip Zadkine. Zij schiep in Curaçao een levendige kunstscene en organiseerde vele culturele evenementen en tentoonstellingen; haar atelier in Landhuis Bloemhof werd een ontmoetingscentrum voor lokale en buitenlandse kunstenaars en is anno 2024 een drukbezocht cultureel centrum, museum en galerie. In 1953 nam ze als enige beeldhouwer deel aan de tentoonstelling Curaçao, painting and painted in het Stedelijk Museum in Amsterdam. In 2019 was werk van haar opgenomen in de tentoonstelling Zadkine by the Sea in museum Beelden aan Zee.
In 1950 was Henriquez mede-oprichter van de Stichting Wetenschappelijke Bibliotheek (nu deel van de Universiteit van Curaçao), lid van de Adviesraad voor Culturele Samenwerking Sticusa en president van de Culturele Adviesraad van Curaçao. In 1952 begon zij met het maken van vertalingen en bewerkingen van toneelstukken in het Papiaments, onder meer stukken van Molière, Shakespeare en Shaw. Ze stond aan de wieg van de schouwburg Centro Pro Arte en van de toneelgroep Thalia, waar zij als schrijver en vertaler aan verbonden was. In 1978 leverde ze een bijdrage aan de tekst van het volkslied van Curaçao, ze zat in de redactie van het tijdschrift Kristòf en was lid van de Komishon Standarisashon di Papiamentu. Op latere leeftijd was zij commissaris bij de door haar vader opgerichte Maduro & Curiel's Bank, en in 1996 werd ze president-commissaris. In die functie werd ze in 1999 opgevolgd door haar dochter Nicole Henriquez.

## Onderscheidingen
Voor haar culturele activiteiten kreeg May Henriquez op Curaçao de Chapi di plata (Zilveren hak) en voor haar bijdrage aan het Papiaments de Mangusá cultural (Cultureel gerecht). In 2017 werd zij in Willemstad postuum geëerd als ‘outstanding woman’ voor haar betekenis voor de ontwikkeling van het Papiaments. In 1961 kreeg zij van Prins Bernhard de Zilveren Anjer voor haar culturele activiteiten. In 1965 werd ze benoemd tot Ridder (1965) en in 1985 tot Officier in de Orde van Oranje-Nassau.

## Bibliografie

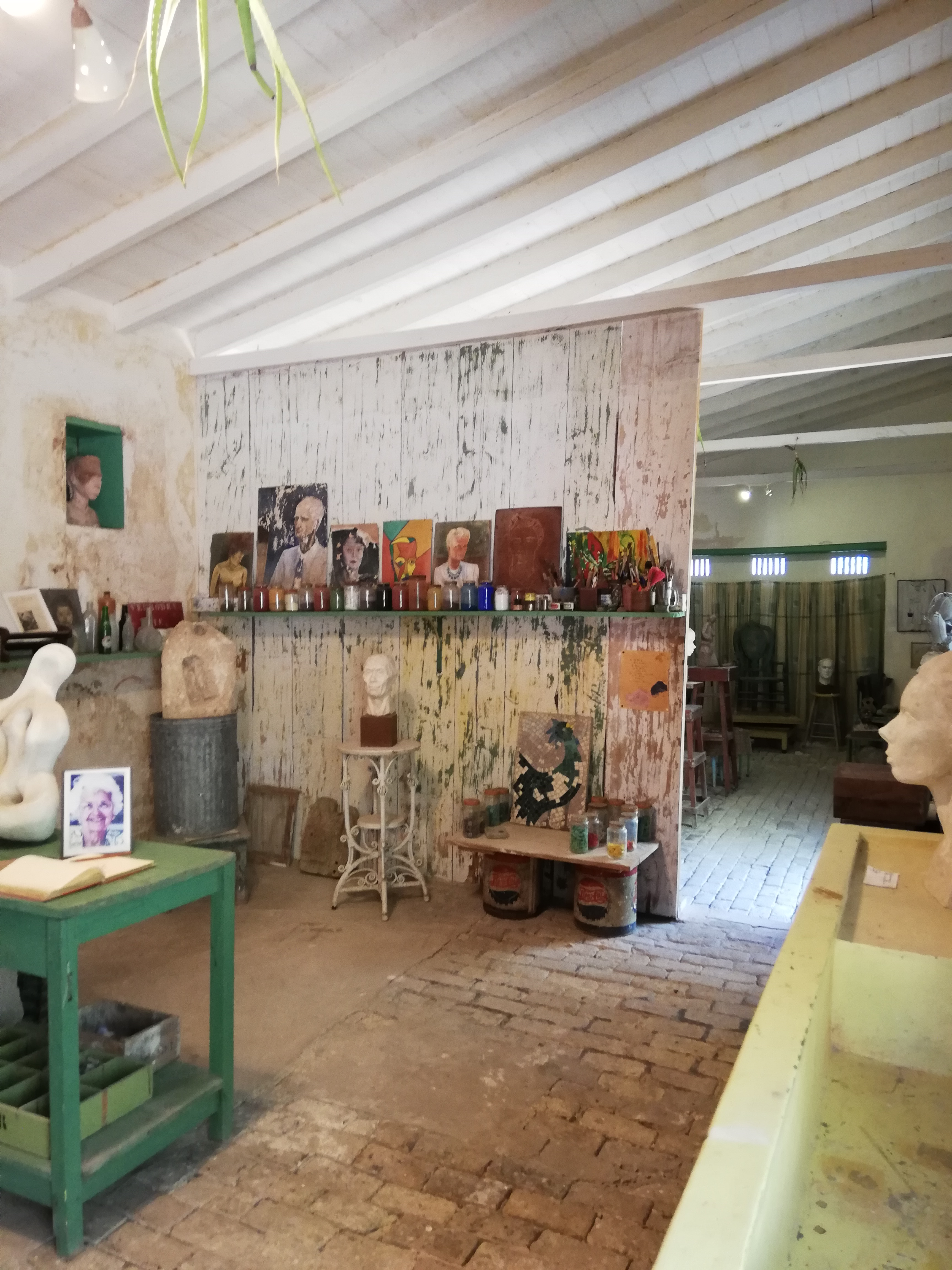
Atelier May Henriquez op Bloemhof, Willemstad, Curaçao
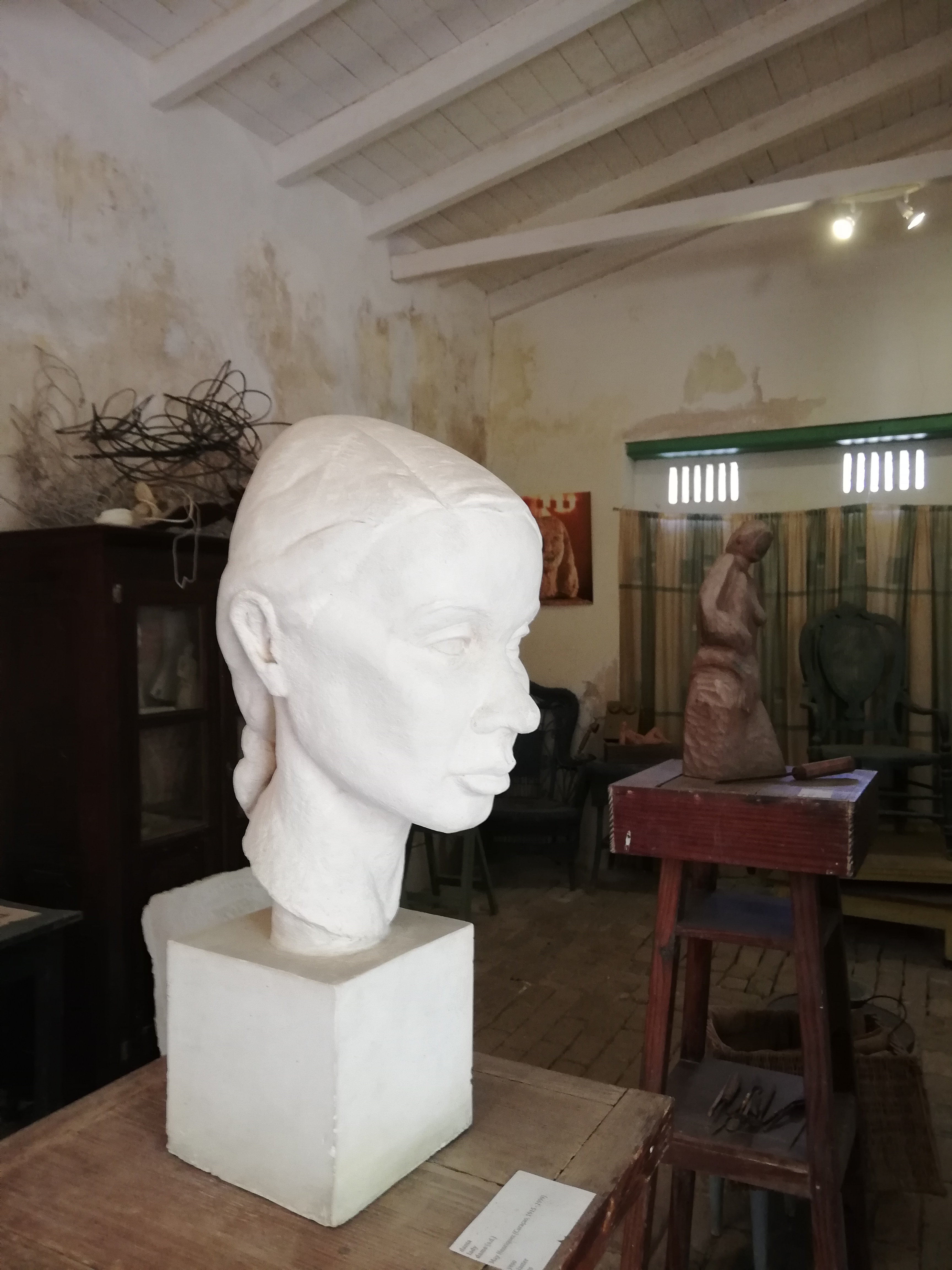
Atelier May Henriquez
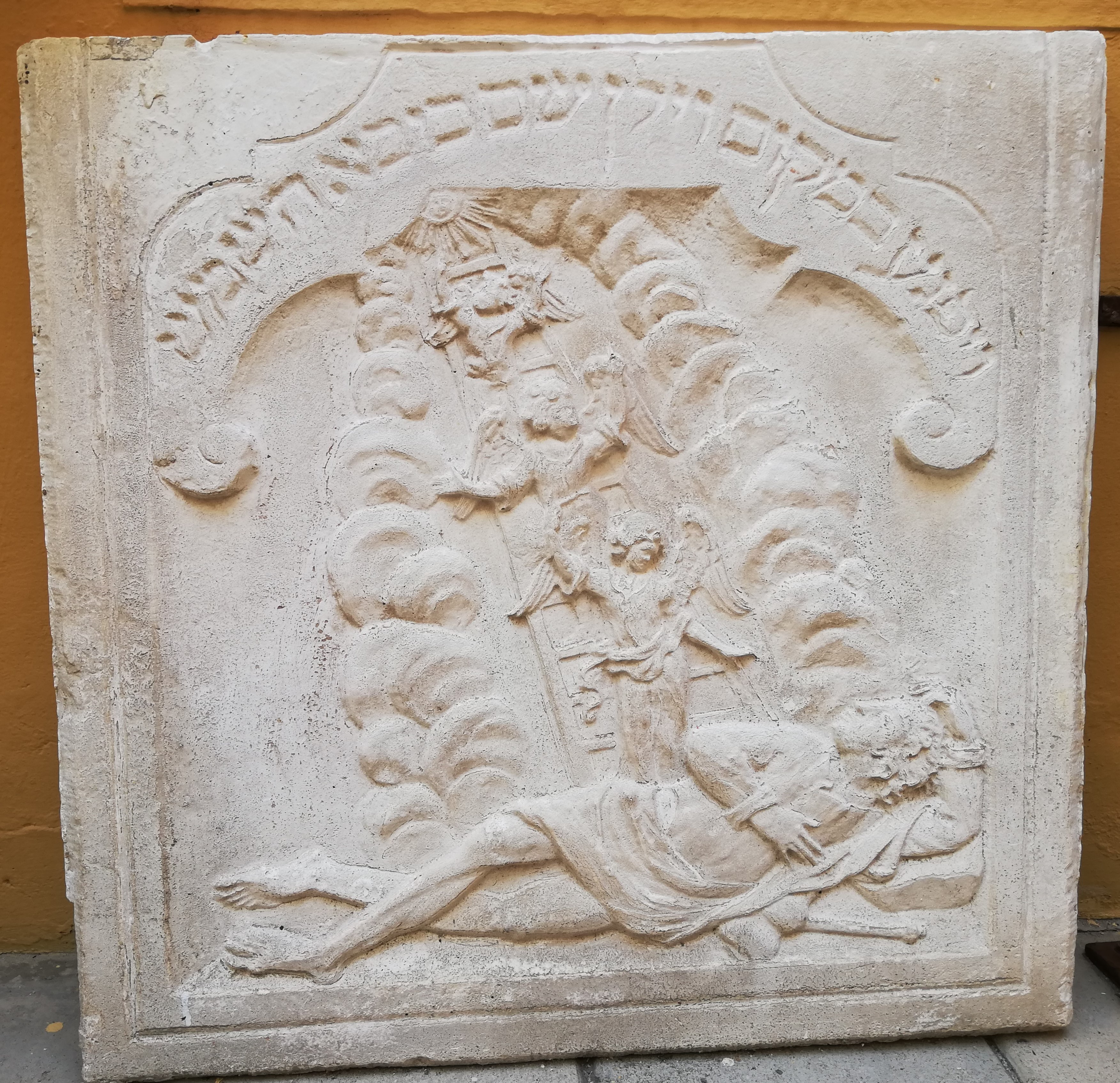
Reproductie van de grafsteen van Jacob Alvarez Correa, een van haar voorvaders, door May Henriquez